# Acalolepta samarensis
Acalolepta samarensis là một loài bọ cánh cứng trong họ Cerambycidae.